# Ziba kermadecensis
Ziba kermadecensis is een slakkensoort uit de familie van de Mitridae. De wetenschappelijke naam van de soort is voor het eerst geldig gepubliceerd in 1978 door Cernohorsky.